# Coloração completa

Coloração completa do grafo de Clebsch com 8 cores. Todo par de cores aparece em pelo menos uma aresta. Não existe coloração completa com mais cores: em qualquer 9-coloração, alguma cor apareceria apenas em um vértice, e não haveria vértices vizinhos suficientes para cobrir todos os pares envolvendo essa cor. Portanto, o número acromático de um grafo Clebsch é 8.

Em teoria dos grafos, coloração completa é o oposto de coloração harmoniosa no sentido de que ele é uma coloração de vértices em que cada par de cores aparece em pelo menos um par de vértices adjacentes. Equivalentemente, uma Coloração Completa é mínima, no sentido de que ela não pode ser transformada em uma coloração adequada com menos cores, mesclando pares de classes de cor. O número acromático ψ(G) de um grafo G é número máximo de cores possível em qualquer Coloração Completa de G.

## Teoria da complexidade
Encontrar ψ(G) é um problema de otimização. O problema de decisão para coloração completa pode ser expressa como:
INSTÂNCIA: um grafo {\displaystyle G=(V,E)} e um inteiro positivo {\displaystyle k}
QUESTÃO: será que existe uma partição de {\displaystyle V} em {\displaystyle k} ou mais conjuntos disjuntos {\displaystyle V_{1},V_{2},\ldots ,V_{k}}, tal que cada {\displaystyle V_{i}} é um conjunto independente para {\displaystyle G} e tal que, para cada par de conjuntos distintos {\displaystyle V_{i},V_{j}}, {\displaystyle V_{i}\cup V_{j}} não é um conjunto independente.
Determinar um número acromático é NP-difícil; determinar se ele é maior do que um dado número é NP-completo, como mostrado por Yannakakis e Gavril em 1978 pela transformação do problema da mínima correspondência máxima.
Note que qualquer coloração de um grafo com o número mínimo de cores deve ser uma Coloração Completa. Portanto, minimizar o número de cores na Coloração Completa é apenas uma atualização do problema da coloração de grafos padrão.

## Algoritmos
Para qualquer k fixo, é possível determinar se o número acromático de um dado grafo é pelo menos k, em tempo linear.
O problema de otimização permite aproximação e é aproximável em uma taxa de aproximação {\displaystyle O\left(|V|/{\sqrt {\log |V|}}\right)}.

## Classes especiais de grafos
A NP-completude do problema do número acromático vale também para algumas classe especiais de grafos:
grafos bipartidos,
complementares de grafos bipartidos (isto é, grafos que não têm conjunto independente de mais do que dois vértices), cografos e grafos de intervalo, e até para árvores.
Para complementos de árvores, o número acromático pode ser computado em tempo polinomial. Para árvores, ele pode ser aproximado para um fator constante.
O número acrómático de um grafo de hipercubo n-dimensional é conhecido por ser proporcional à {\displaystyle {\sqrt {n2^{n}}}}, mas a constante de proporcionalidade não é precisamente conhecida.